# Preston Quarter
Preston Quarter var en civil parish 1896–1934 när det uppgick i Whitehaven och utökade Rottington, i grevskapet Cumbria i England. Civil parish var belägen 14 km från Workington och hade 192 invånare år 1931.